# Stefan Vreugdenhil
Stefan Vreugdenhil (* 28. Dezember 1989 in Naaldwijk) ist ein ehemaliger niederländischer Straßenradrennfahrer.

## Sportliche Laufbahn
Stefan Vreugdehil begann seine Karriere 2008 bei dem niederländischen Continental Team Van Vliet-EBH Elshof. In seinem ersten Jahr dort wurde er in Hoogezand nationaler Meister im Mannschaftszeitfahren mit Malaya van Ruitenbeek, Emmanuel van Ruitenbeek, Maurice Vrijmoed, Thomas Berkhout und Tom Relou. 2013 fuhr er für das Koga Cycling Team und beendete zum Saisonende seine Radsportlaufbahn.

## Erfolge
2008
- Niederländischer Meister – Mannschaftszeitfahren